# Vejguldkarse
Vejguldkarse (Rorippa sylvestris), ofte skrevet vej-guldkarse, er en 20-60 cm høj urt, der vokser f.eks. på dyrket jord og i vejkanter.

## Beskrivelse
Vejguldkarse er en flerårig urt med en opstigende vækst. Stænglerne er furede og hårløse, og de er lysegrønne eller sine steder med et violet anstrøg. Bladene er spredtstillede og fjersnitdelte med spidse afsnit og en skarpttakket rand. Oversiden er græsgrøn, mens undersiden er lysegrøn.
Blomstringen sker i juni-august, hvor man finder de små blomsterstande både endestillet og fra de øverste bladhjørner. De enkelte blomster er regelmæssige og 4-tallige med gule kronblade. Frugterne er aflange skulper med mange frø.
Rodnettet består af en forgrenet, krybende jordstængel og talrige, grove rødder.
Højde x bredde og årlig tilvækst: 0,50 x 0,50 m (50 x 50 cm/år).

## Voksested
Arten er udbredt i Mellemøsten, Kaukasus og Europa, herunder også i Danmark, hvor den findes hist og her. Den er knyttet til lysåbne voksesteder med forholdsvist højt kalk- og næringsindhold. Derfor optræder den som ukrudt på marker, langs vejkanter og på affaldspladser.
Ved bredderne af Gudenåen findes arten sammen med bl.a. alm. fredløs, hjertegræs, korsknap, alm. skjolddrager, engkabbeleje, gul fladbælg, knoldet brunrod, kærgaltetand, lodden dueurt, nyserøllike, sumpkællingetand og trævlekrone
| Portal | Portal:Botanik |

## Note
1. ↑  Århus Amt: Vegetation i Gudenåen 2001 (Webside ikke længere tilgængelig)